# خانقاه عليا (نمين)
خانقاه عليا هي قرية في مقاطعة نمين، إيران. يقدر عدد سكانها بـ 130 نسمة بحسب إحصاء 2016.